# Paul Kellerman
Agent Paul Kellerman interpretat de Paul Adelstein, este un personaj din serialul de televiziune Prison Break difuzat de Fox.